# Peer Wente
Peer Wente (* 4. November 1977 in Nordhorn) ist ein ehemaliger deutscher Basketballspieler. Seine letzte Station in seiner Profikarriere waren die Licher BasketBären in der 2. Bundesliga ProB von 2009 bis 2011. Danach spielte er nur noch im Amateurbereich.

## Karriere
Die erste Station in der Karriere von Wente war der VfL Hameln. Danach wechselte er zur BG 74 Göttingen, wo er sechs Jahre in der zweiten Liga spielte. Der nächste Verein war der USC Heidelberg. Hier setzte er auch sein Jurastudium fort. 2008 kehrte er für eine Saison zur BG 74 Göttingen zurück und übernahm gemeinsam mit Kyle Bailey das Kapitänsamt. Mittlerweile spielten die „Veilchen“ in der ersten Liga. Zur folgenden Saison wechselte er in die 2. Bundesliga ProB nach Lich. Dort spielte Wente bis 2011 und anschließend bei der BG Biggesee in der 2. Regionalliga West, wobei er zeitweilig als Spielertrainer fungierte.